# ريك وليامز
ريك وليامز (بالإنجليزية: Rick Williams)‏ هو لاعب كرة قاعدة أمريكي، ولد في 21 نوفمبر 1956.

## وصلات خارجية
- ريك وليامز على موقعبيزبول رفرنس.كوم (الدوري الثانوي) (الإنجليزية)